# Lopholatilus villarii
Lopholatilus villarii is een straalvinnige vissensoort uit de familie van tegelvissen (Malacanthidae). De wetenschappelijke naam van de soort is voor het eerst geldig gepubliceerd in 1915 door Miranda Ribeiro.